# The Frozen Autumn
The Frozen Autumn — итальянская дарквейв-группа, основанная в мае 1993 года в городе Турине.
Несмотря на определённую размеренность в выпуске новых записей (последние три альбома выходили с интервалом в четыре-пять лет), в кругах готической субкультуры этот коллектив считается одним из самых влиятельных.
Группа имеет своё характерное звучание: меланхоличные женский и мужской вокал, и олдскульное электронное музыкальное сопровождение а-ля Ultravox, Soft Cell, ранние Clan of Xymox и другие группы 80-х.

## История
В 1993 году, известный в узких музыкальных кругах Турина, Диего Марлетто (Diego Merletto) (участник многих местных коллективов), решил создать собственный проект. Вместе с гитаристом Клаудио Бросио (Claudio Brosio), был основан коллектив The Frozen Autumn. В том же году была выпущена демо-кассета Oblivion, которая распространялась на их концертах. Через два года свет увидел дебютный альбом, который был положительно воспринят в Европе. Коллектив начал выезжать на гастроли за пределы Италии. В 1997 был записан второй студийный альбом Fragments of Memories. В записи вокальной партии в одноимённой песне, участвовала Арианна (Arianna) — приглашенная вокалистка.
Этот альбом вывел группу на новый уровень, их начали приглашать на многочисленные европейские готик-мероприятия. На одном из таких мероприятий, Диего познакомился с Ронни Моорингсом, фронтменом группы Clan of Xymox, которая своим творчеством значительно повлиял на стиль The Frozen Autumn. Они договорились о сотрудничестве. После окончания гастролей в поддержку альбома, Клаудио покинул группу. В 2000-м, вместе с новыми треками, был переиздан дебютный альбом.
Диего, у которого начался роман с Арианной, решил создать вместе с ней отдельный проект Static Movement. В марте 1999 свет увидел альбом Visionary Landscapes. Музыка фактически была идентична саунду The Frozen Autumn, разве что отсутствовала гитара. Немного погодя, Арианна стала участницей The Frozen Autumn. Примерно в то время, Диего начинает заниматься видео-дизайном, результаты его труда стали постоянной составляющей концертов коллектива.
В 2002 году, спустя почти 5 лет работы над новым материалом, свет увидел диск Emotional Screening Device, который считается лучшей пластинкой коллектива.. Был снят клип на песню «Is Everything Real?». Тогда же Моорингс предложил сделать ремикс на новую песню Clan of Xymox «There’s No Tomorrow» — этот микс попал в одноимённый EP . В 2004 году состоялись гастроли по Северной Америке. Видео-арт, который использовался на концертах был создан Диего и Арианной. Через год уже на новом лейбле «Pandaimonium» появился четвёртый студийный альбом" Is Anybody There?. Ронни Моорингс сделал ремикс на песню «Ashes», который попал в трек-лист пластинки.
Последующие годы были бедны на события. В конце 2006, Диего и Арианна разошлись, но всё равно продолжали работать в коллективе. В 2009 году на аргентинском «Twilight Records» вышли переиздания Visionary Landscapes и Fragments of Memories. На том же лейбле вышел DVD — Seen From Under Ice.
В декабре того же года на своей странице в Facebook они разместили «Манифест против убийц музыки» («Manifesto against music killers»), в котором отразили своё отношение к распространению музыки через интернет .

## Дискография

### Альбомы
- «Pale Awakening» (1995)
- «Fragments of Memories» (1997)
- «Emotional Screening Device» (2002)
- «Is Anybody There?» (2005)
- «Chirality» (2012)
- «The Fellow Traveller» (2017)

### Другое
- «Oblivion» (1993) — демо, самиздат
- «Visionary Landscapes» (1999) — релиз отдельного проекта Диего и Арианы Static Movement
- «The Pale Collection» (2000) — переиздание дебютного альбома, вместе с дополнительными треками
- «The Early Visuals» (2004) — DVD, самиздат
- «Seen From Under Ice» (2009) — DVD